# Eddie Phillips
Eddie Lee Phillips (Birmingham, 29 settembre 1961) è un ex cestista statunitense, professionista nella NBA, in Italia, Spagna e Israele.

## Carriera
Venne selezionato dai New Jersey Nets al primo giro del Draft NBA 1982 (21ª scelta assoluta).